# NGC 2283
NGC 2283 é uma galáxia espiral barrada (SBc) localizada na direcção da constelação de Canis Major. Possui uma declinação de -18° 12' 37" e uma ascensão recta de 6 horas, 45 minutos e 52,6 segundos.
A galáxia NGC 2283 foi descoberta em 6 de Fevereiro de 1785 por William Herschel.